# Pflegebedürftigkeits-Richtlinien
Pflegebedürftigkeits-Richtlinien oder Pflegebegutachtungsrichtlinien regelten in der Sozialen Pflegeversicherung das Verfahren der Feststellung der Pflegebedürftigkeit durch die Pflegekassen und den Medizinischen Dienst der Krankenversicherung. Sie wurden von den Spitzenverbänden der Krankenkassen gemeinsam festgesetzt. 
Die Pflegebedürftigkeits-Richtlinien wurden im Zuge der Reform der Sozialen Pflegeversicherung durch die Begutachtungsrichtlinien vom 15. April 2016 ersetzt.